# Джулештій-де-Сус
Джулештій-де-Сус (рум. Giuleștii de Sus) — село у повіті Вилча в Румунії. Входить до складу комуни Фиртецешть.
Село розташоване на відстані 171 км на захід від Бухареста, 55 км на південний захід від Римніку-Вилчі, 42 км на північ від Крайови.

## Населення
За даними перепису населення 2002 року у селі проживали 245 осіб, усі — румуни. Усі жителі села рідною мовою назвали румунську.